# Österort
Österort är ett sällan använt begrepp för ett informellt område i Storstockholm, öster om Stockholms innerstad och öster om Danviksbron. Det är, till skillnad från Västerort och Söderort, ingen exakt avgränsad administrativ eller statistisk enhet. Vanligen avses med begreppet Nacka, och delar av Värmdö kommun . Det används oftast i mäklarannonser  och ibland i platsannonser.  Få företag använder det i sina namn, men exempel finns . En annan benämning för samma område är sydostsektorn. 